# 米莱·什科里奇
米莱·什科里奇（1991年6月19日—），克罗地亚男子足球运动员，场上位置是后卫。他曾代表克罗地亚参加2020年欧洲足球锦标赛，结果队伍止步十六强赛。